# Asinum
Asinum, rey de Asiria.
Fue el último monarca del linaje de Shamshi-Adad I (de quien era nieto) que reinó en la ciudad de Assur. Puzur-Sin, hijo de Assur-bel-shame, le expulsó del trono y destruyó el palacio de Shamshiadad.
| Predecesor: Rimush | Rey de Asiria hacia 1726 a. C. | Sucesor: Puzur-Sin |